# Ferrovia della Jungfrau
La ferrovia della Jungfrau, (in tedesco Jungfrau Bahn, da cui deriva l'acronimo JB) è una linea ferroviaria, a scartamento metrico e a trazione elettrica, della Svizzera, che unisce la stazione di Kleine Scheidegg a Jungfraujoch, la stazione ferroviaria più alta d'Europa a 3.454 m s.l.m., che ne fanno dunque la linea ferroviaria più alta d'Europa. Date le proibitive condizioni climatiche gran parte del percorso finale della ferrovia si svolge in una galleria di circa sette chilometri, lo Jungfrau Tunnel che, scavato all'interno delle due maggiori montagne del luogo, l'Eiger e il Mönch, rappresenta una delle più grandi imprese dell'industria ferroviaria.

## Storia

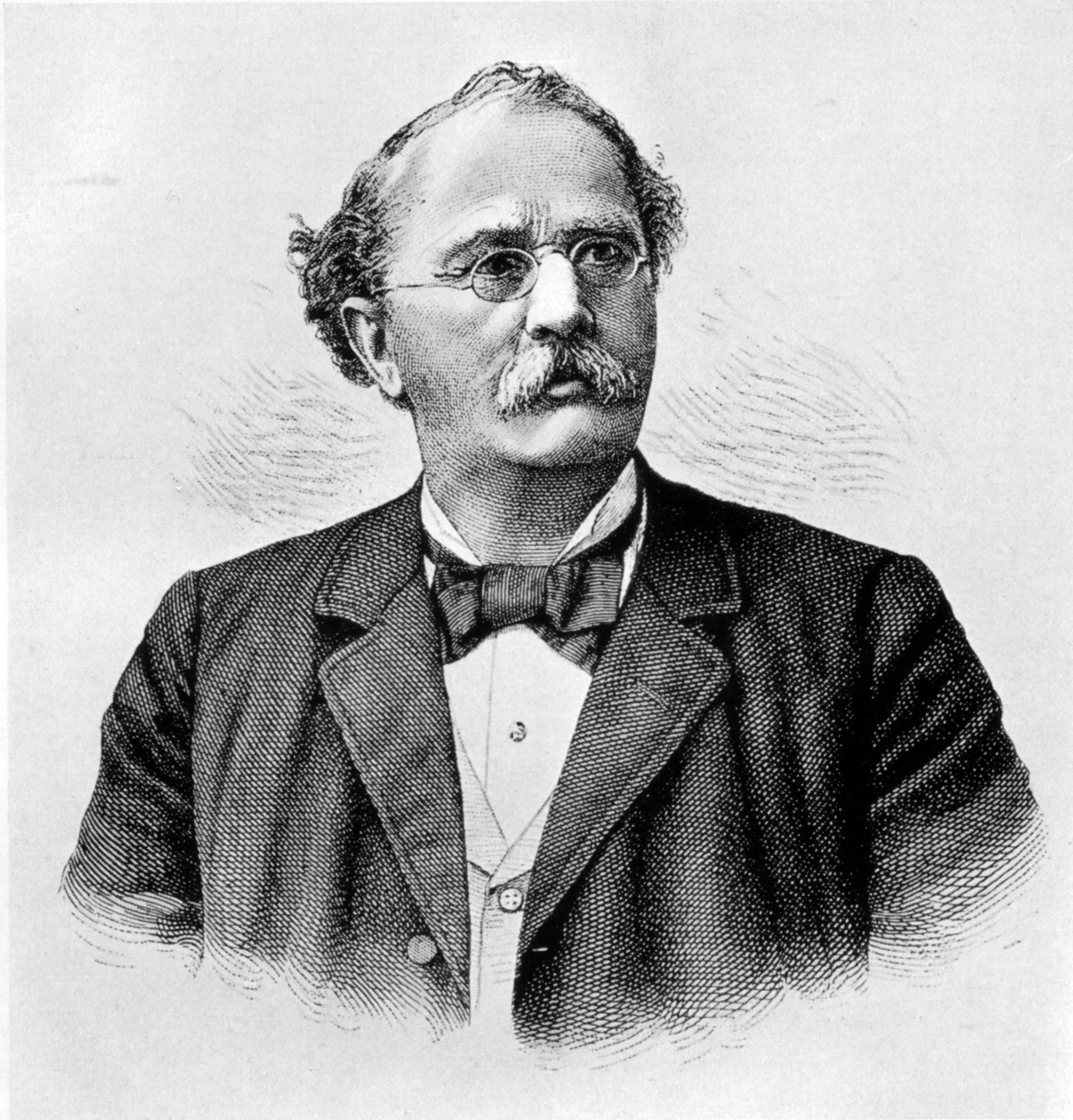
L'ideatore e committente dell'opera Adolf Guyer-Zeller

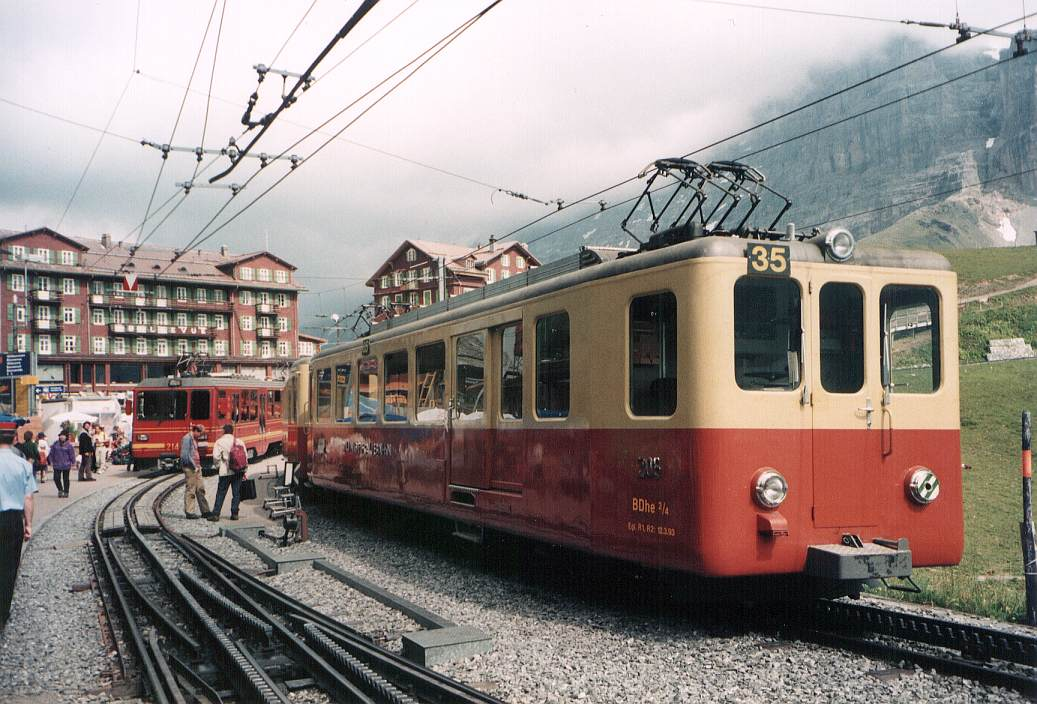
Un convoglio alla stazione di Kleine Scheidegg

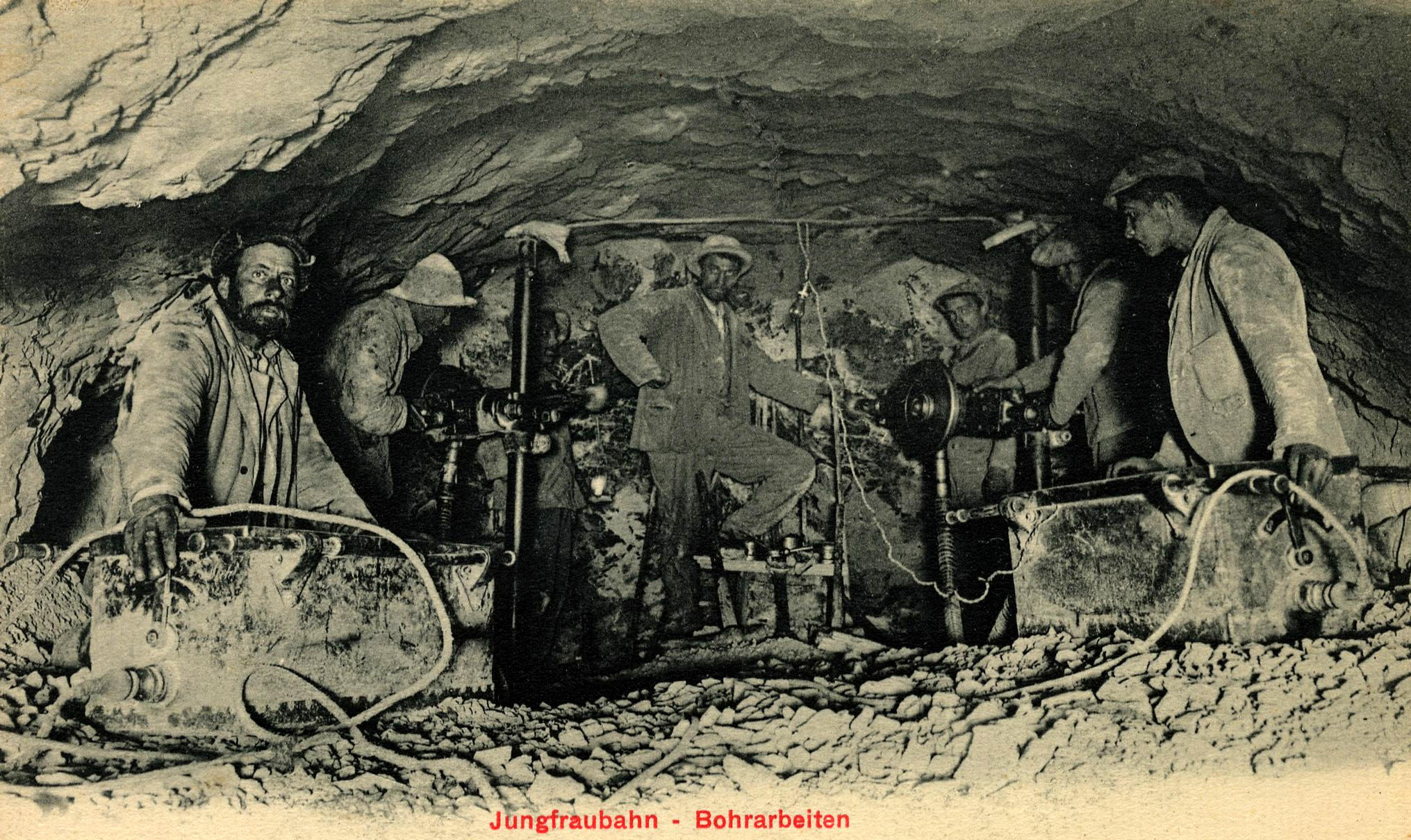
I lavori di scavo nel 1900

L'idea di realizzare la ferrovia risale al 1860, ma fu sempre accantonata per motivi logistici ed economici. Nel 1893, in seguito a una gita nella località montana della Jungfrau, l'industriale svizzero Adolf Guyer-Zeller originario di Zurigo, ebbe l'idea di realizzare una ferrovia di montagna che permettesse un facile accesso ai turisti, sfruttando il fatto che era già stata costruita una ferrovia fino alla vicina località di Kleine Scheidegg, alla base del monte Eiger.
Ottenuta la concessione, nell'estate del 1896, iniziarono i lavori tra grandi difficoltà e condizioni estreme per l'asprezza del clima e per l'altezza elevata, tuttavia nel 1898 fu completato il primo tratto con la costruzione della stazione di Eigergletscher. Nella primavera successiva iniziarono le operazioni di scavo, ma l'anno fu segnato da un grave incidente che causò la morte di sei operai colpiti da un'esplosione di dinamite. A seguito di questo drammatico episodio vi furono circa quattro mesi di scioperi e i lavori si fermarono anche a seguito della morte dell'industriale Adolf Guyer-Zeller, committente e finanziatore dell'opera.
I lavori ripresero a pieno ritmo l'anno successivo e il primo tratto del tunnel venne completato con l'inaugurazione della stazione di Eigerwand il 28 giugno del 1903. I lavori di scavo proseguirono e il 25 luglio del 1905 fu inaugurata anche la seconda stazione della galleria di Eismeer.
Il 21 febbraio del 1912, dopo circa quattordici anni di lavori, il tunnel fu completato e la stazione di testa di Jungfraujoch fu inaugurata il 1º agosto dello stesso anno con un grande successo di pubblico, che la rende celebre ancora oggi. Il completamento di questa coraggiosa opera d'ingegneria favorì il turismo alpino della zona e contribuì alla realizzazione di alcuni rifugi e dell'osservatorio astronomico Sphinx del 1937.

Dal 1978 la ferrovia fa parte della holding Jungfraubahn, che comprende anche la Wengernalpbahn (WAB); da Kleine Scheidegg la WAB la collega a Grindelwald e a Lauterbrunnen, dalle quali i treni della Ferrovia Berner Oberland (BOB) la collegano alla rete delle Ferrovie Federali Svizzere a Interlaken Ost. Mediamente la ferrovia trasporta circa 500.000 visitatori all'anno e il 1º giugno del 2000 ha registrato il record di 8.148 visitatori in un solo giorno.

## Caratteristiche
La linea ferroviaria è dotata di un binario a scartamento metrico che utilizza un sistema a cremagliera del tipo Strub data la pendenza che raggiunge il valore di 250 per mille.
La trazione fu elettrica sin dall'origine; attualmente è a 1.125 volt, a corrente alternata trifase.

### Percorso, stazioni e fermate
|  | Continuation backward |

| Head station | Station on track |

| Straight track | Unknown route-map component "CONTl+g" |

| Non-passenger station/depot on track |

| Station on track |

| Unknown route-map component "tSTRa" |

| Unknown route-map component "tHST" |

| Unknown route-map component "tHST" |

| Unknown route-map component "tKBHFe" |

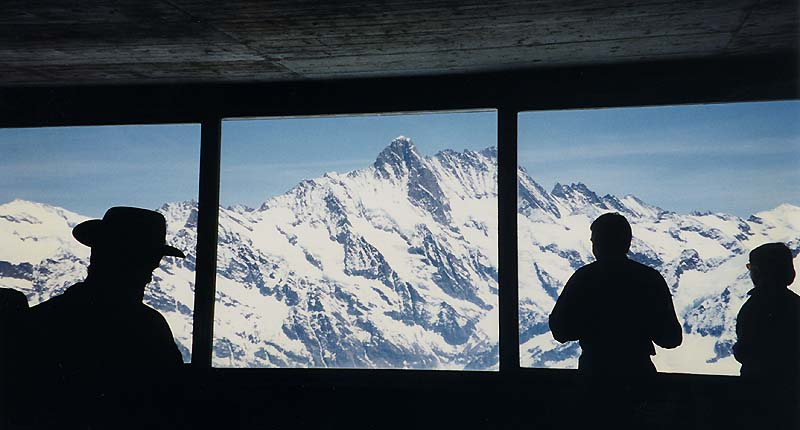
Una veduta panoramica dalla vetrata della stazione intermedia di Eismeer

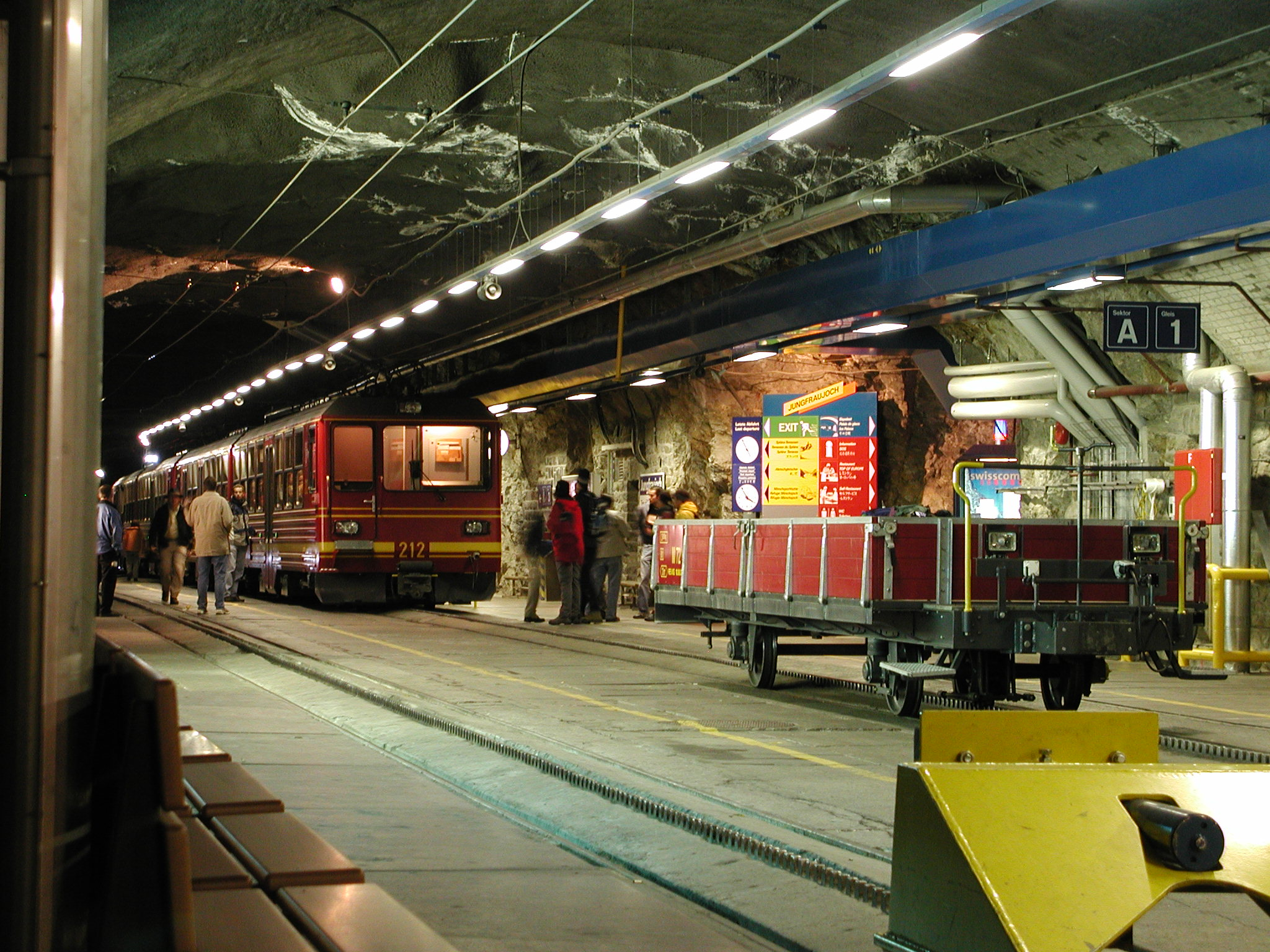
La stazione di testa di Jungfraujoch

Il percorso ferroviario a cielo aperto parte dalla stazione di Kleine Scheidegg e culmina alla stazione di Eigergletscher a 2.320 metri d'altezza. I restanti 7,3 km dei complessivi 9,3 km di ferrovia si svolgono in galleria per ovviare alle difficili condizioni climatiche della zona. Il tratto coperto si snoda sotto le vette dell'Eiger e del Mönch e comprende due stazioni intermedie, tra cui quella di Eismeer dalle quali i passeggeri possono osservare il panorama attraverso delle aperture sui fianchi delle montagne, e termina nella stazione di testa sotterranea di Jungfraujoch a 3.454 m s.l.m., che detiene il primato di stazione più alta d'Europa.

### Il materiale rotabile
I convogli in servizio sono costituiti da due carrozze con una capienza di 230 persone ciascuna, dotate di un motore elettrico a due velocità, che possono raggiungere un massimo di 12,5 km/h in salita mentre nella fase discendente, i motori elettrici diventano generatori, sfruttando l'energia cinetica della discesa. Tutti i convogli sono dotati di un sistema di sgombero della neve, utile nel tratto scoperto che collega le stazioni di Kleine Scheidegg ed Eigergletscher e di alcuni vagoni merci che trasportano viveri e acqua per le varie strutture ricettive del complesso turistico dello Jungfraujoch e per lo Sphinx, il più alto osservatorio astronomico d'Europa.